# Missirikoro
Missirikoro è un comune rurale del Mali facente parte del circondario di Sikasso, nella regione omonima.
Il comune è composto da 8 nuclei abitati:
- Darsalam
- Fabolasso
- Fountéridiassa
- Missirikoro
- Missirikorodiassa
- Pangafolasso
- Sayaga
- Sidaridiassa